# Rajongemeinde Pakruojis
Die Rajongemeinde Pakruojis (litauisch Pakruojo rajono savivaldybė) ist eine Rajongemeinde im Nordlitauen, im Bezirk Šiauliai, 36 km östlich von Šiauliai an der Kruoja, unweit von der Landstraße Šiauliai-Pasvalys.
Das Rajon Pakruojis wurde in Sowjetlitauen gegründet. 1963 gab es 35. 800 Einwohner. 
Die heutige Rajongemeinde umfasst die beiden Städte Pakruojis und Linkuva, die fünf Städtchen (miesteliai) Klovainiai, Lygumai, Pašvitinys, Rozalimas und Žeimelis sowie 374 Dörfer. 2011 gab es 23.745 Einwohner. 

## Amtsbezirke
- Guostagalis

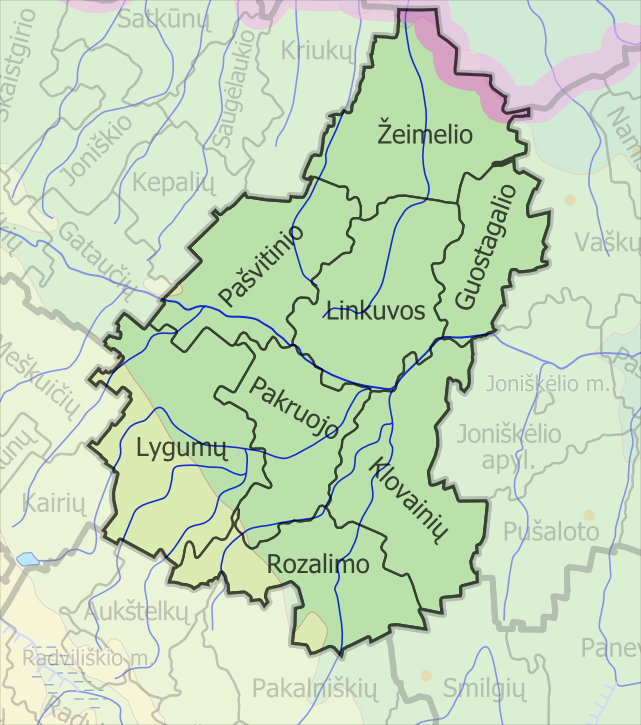
Amtsbezirke der Rajongemeinde Pakruojis

- Klovainiai (mit Eisenbahnbrücke Rimšoniai)
- Lygumai
- Linkuva
- Pakruojis
- Pašvitinys
- Rozalimas mit Synagoge (Rozalimas)
- Žeimelis

Auch Amtsbezirke der beiden Städte reichen weit über sie hinaus.

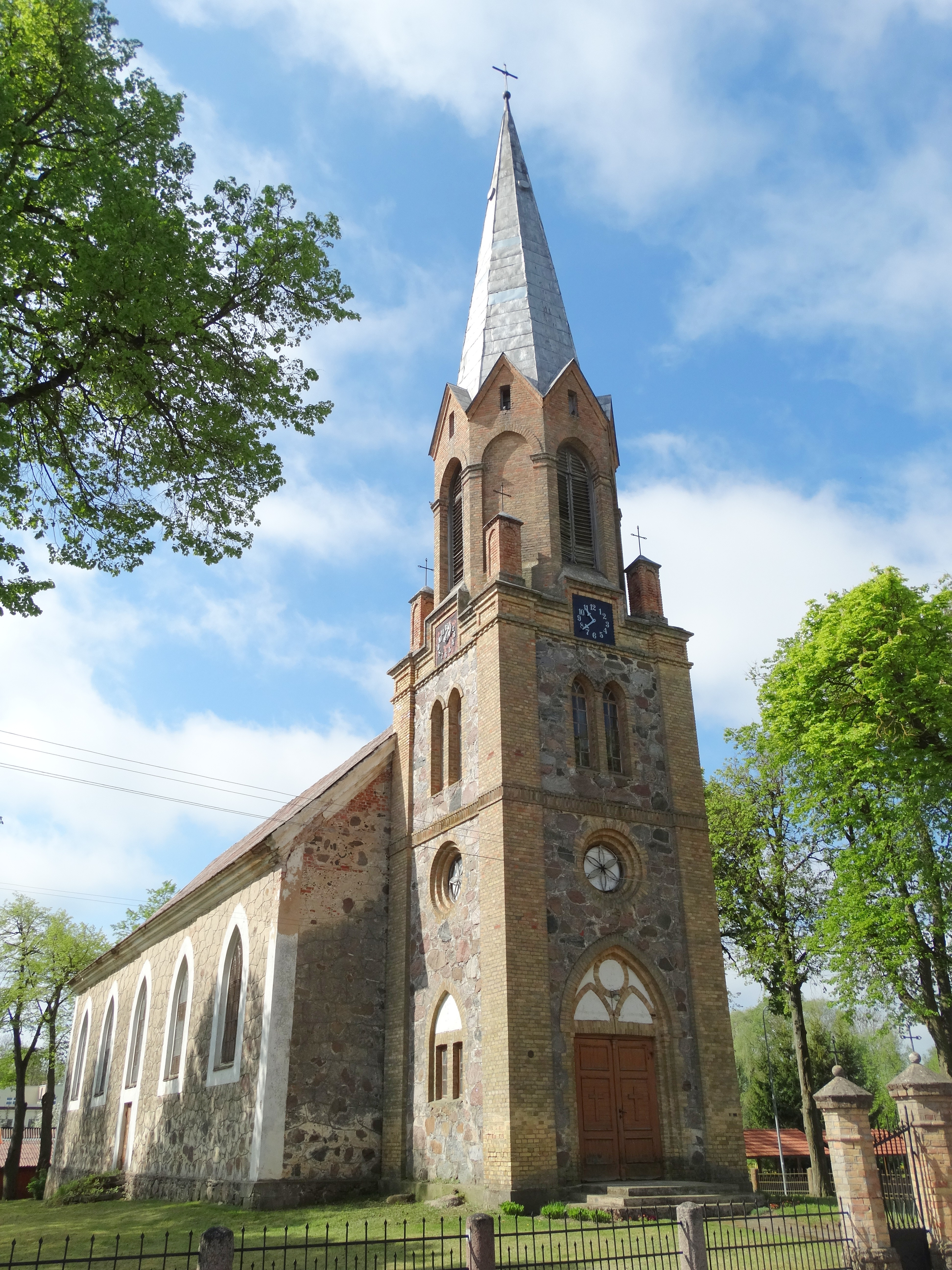
Evangelisch-Lutherische Kirche Žeimelis, erbaut 1786–1793, Turm von 1889–1890
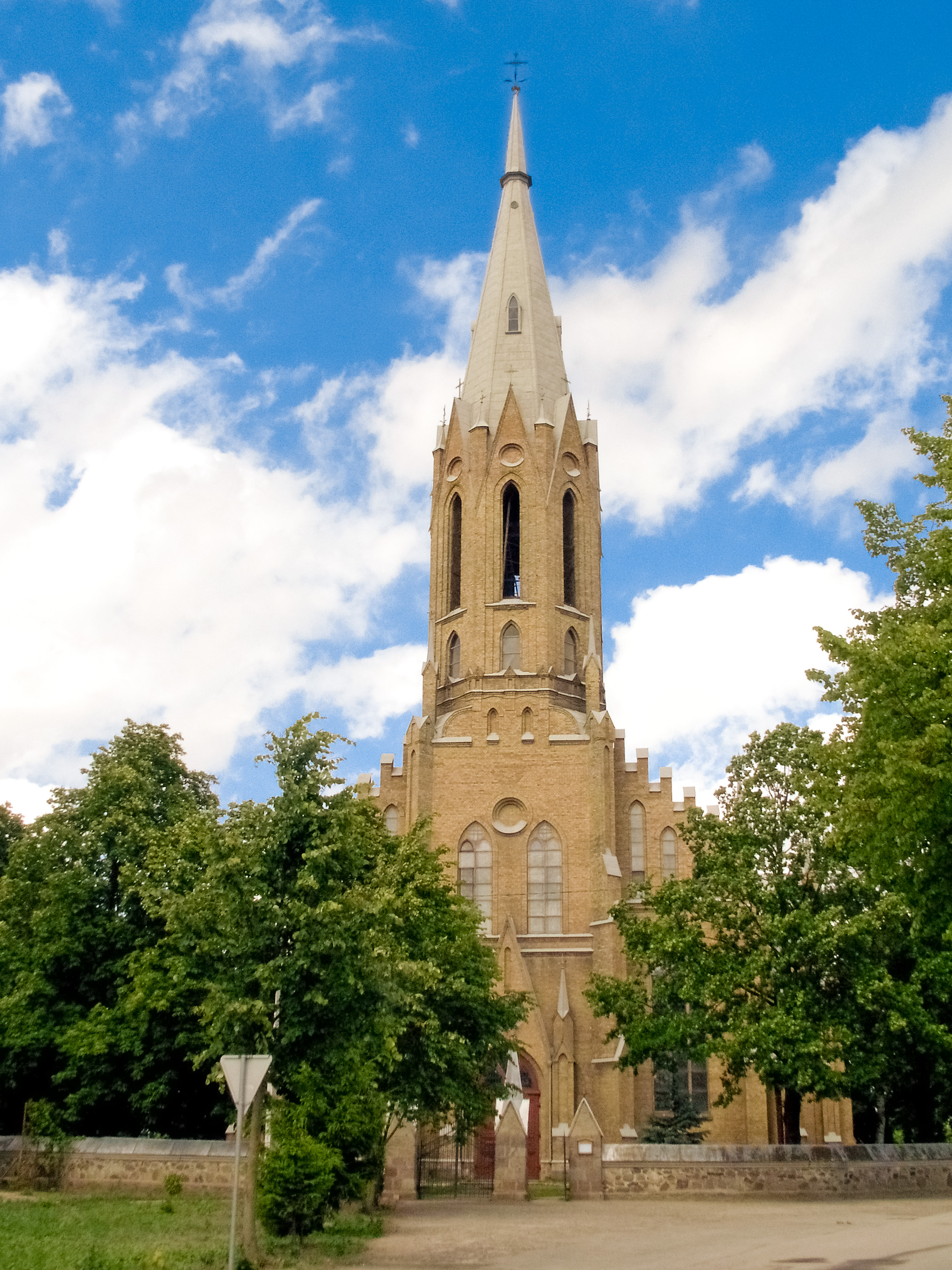
Katholische Dreifaltigkeitskirche in Lygumai, erbaut 1908–1914
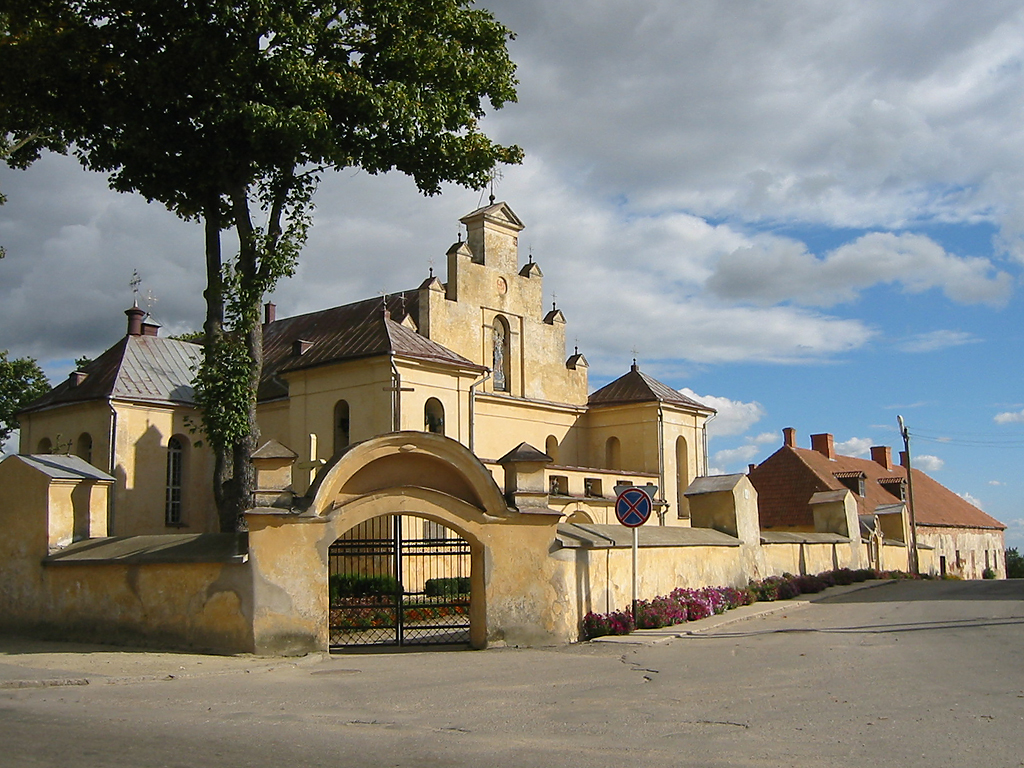
Kirche der Jungfrau Maria in Linkuva
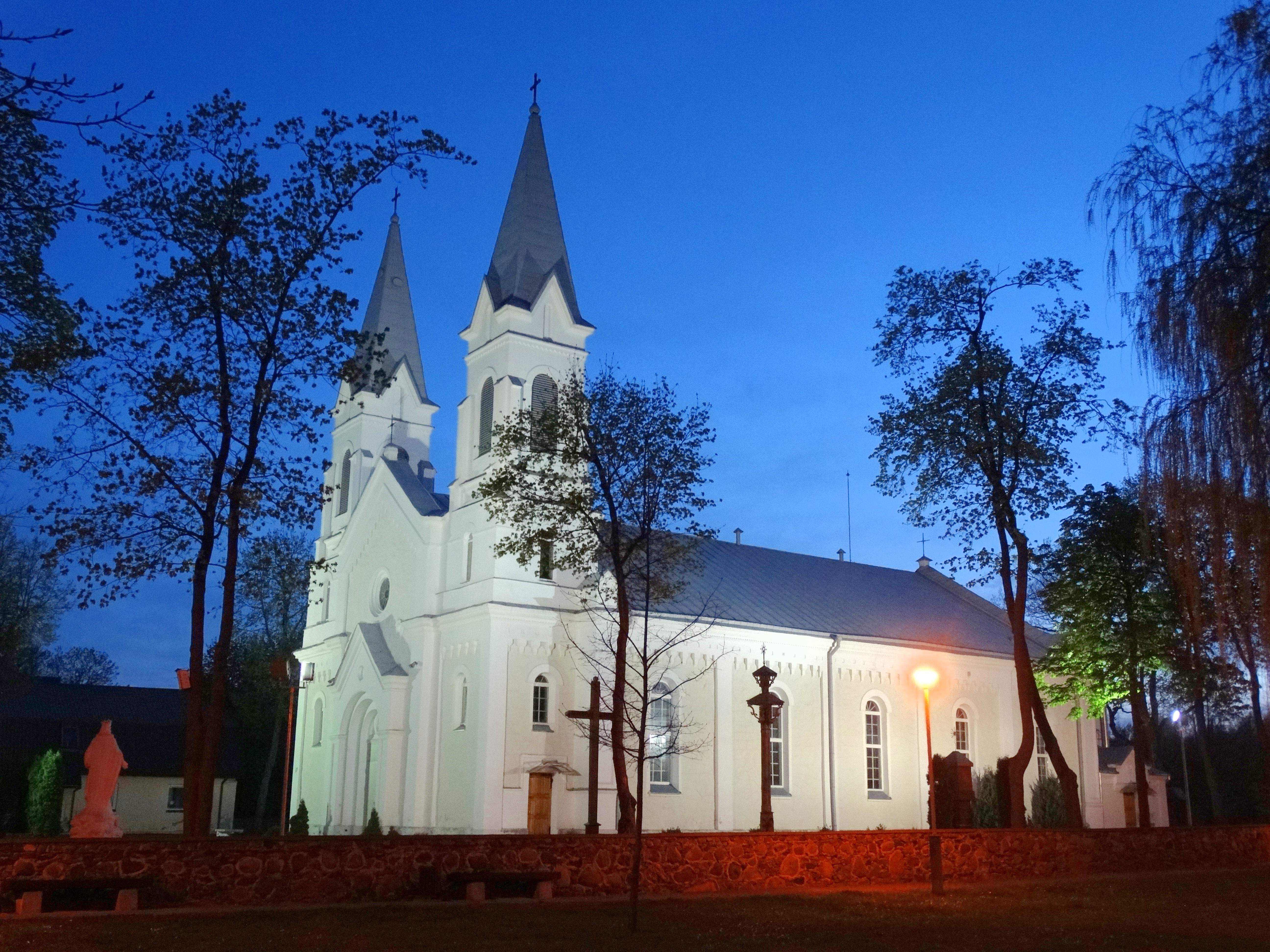
Katholische Kirche Johannes des Täufers in Pakruojis, erbaut 1887
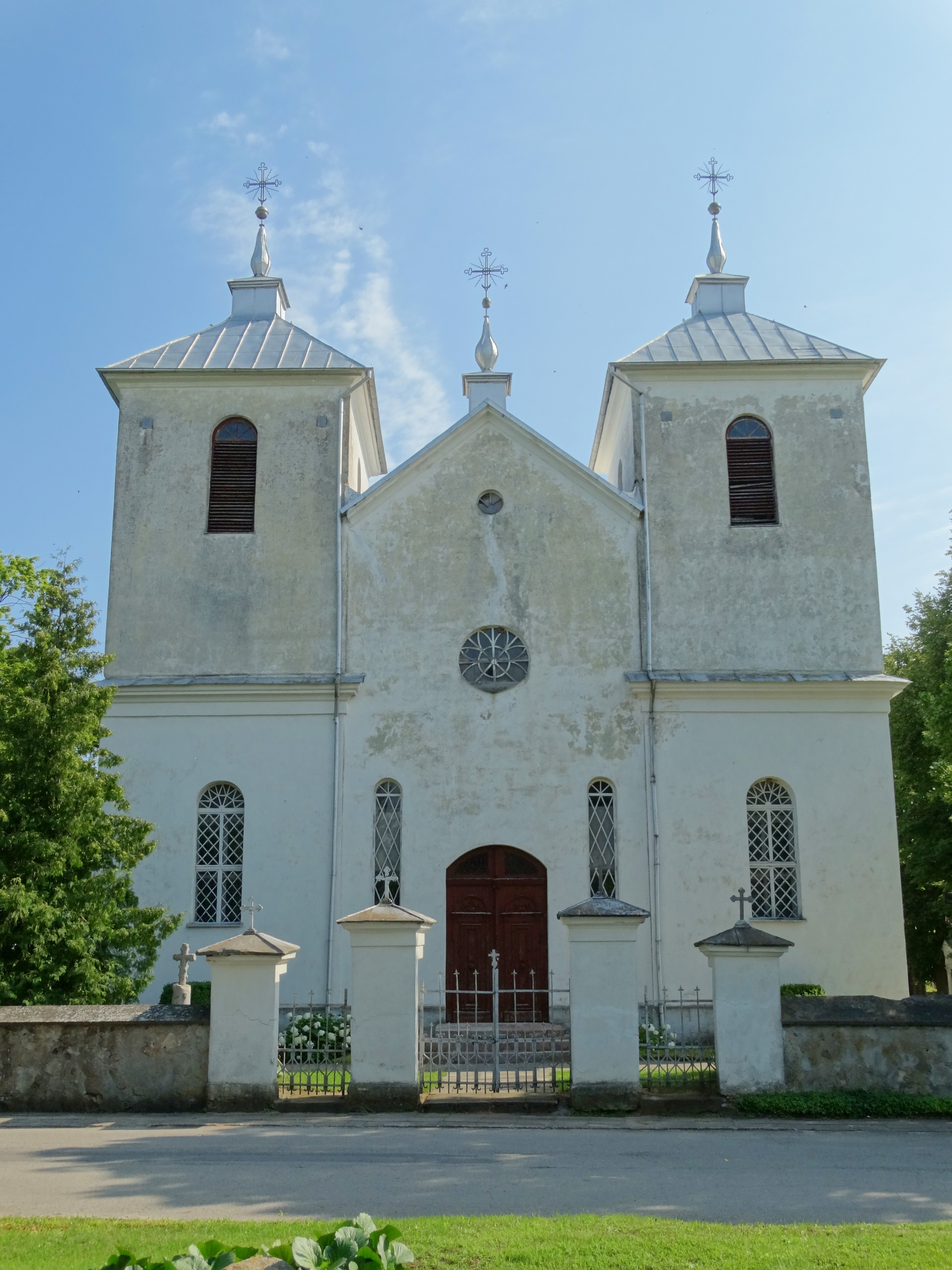
Katholische Dreifaltigkeitskirche in Pašvitinys, erbaut 1852–1857
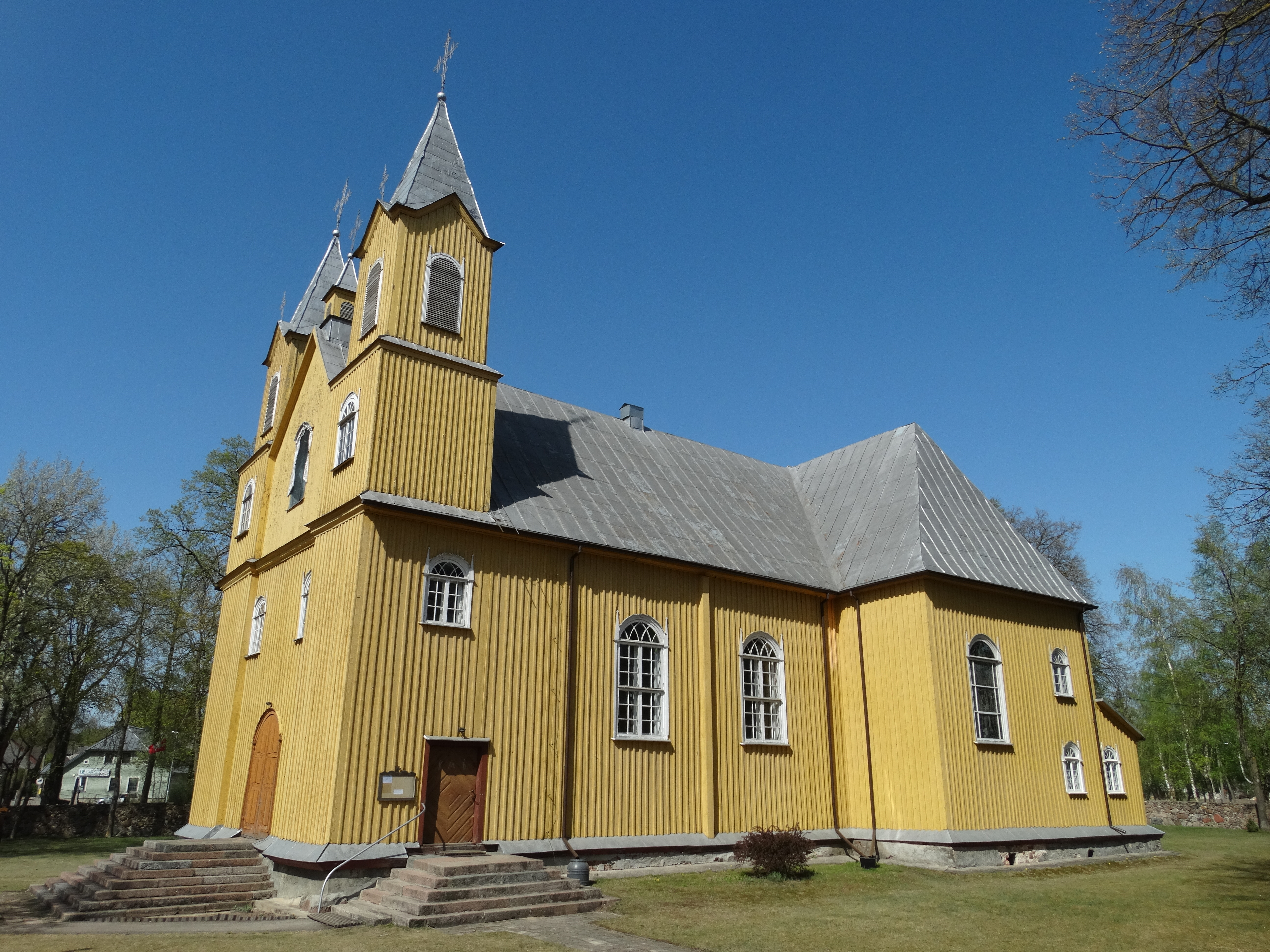
St. Katholische Kirche des Namens der Jungfrau Maria in Rozalimas, erbaut 1794
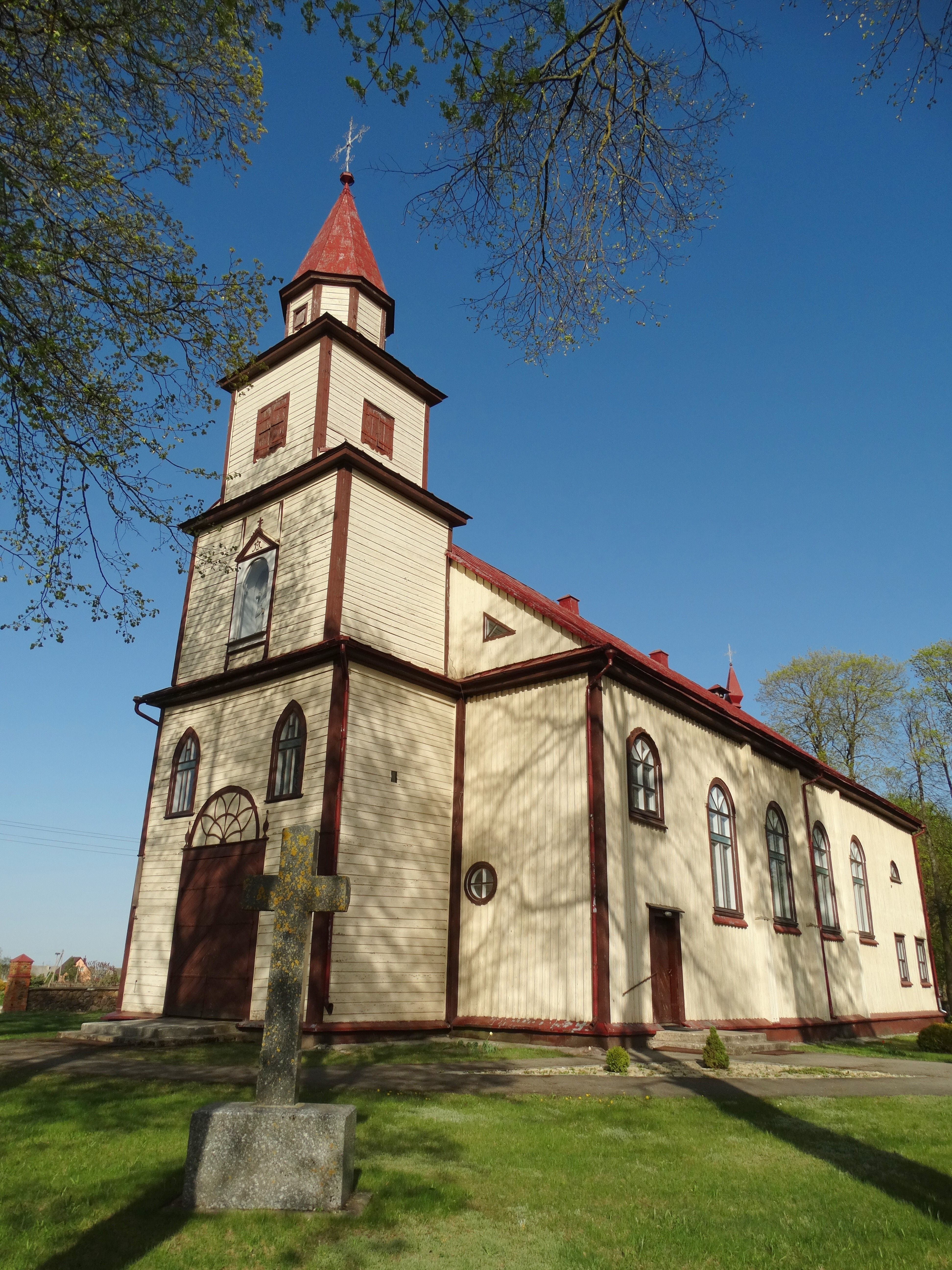
Katholische Dreifaltigkeitskirche in Klovainiai, erbaut 1853–1854

## Personen
- Saulius Čaplinskas (* 1959), Virologe, Professor und Politiker,  Mitglied des Seimas